# 31510 Saumya
31510 Saumya è un asteroide della fascia principale. Scoperto nel 1999, presenta un'orbita caratterizzata da un semiasse maggiore pari a 2,2288212 UA e da un'eccentricità di 0,1322525, inclinata di 5,86109° rispetto all'eclittica.